# 바바라 카슨
바바라 카슨(Barbara Cason, 1928년 11월 15일 ~ 1990년 6월 18일)은 미국의 텔레비전 배우, 배우, 연극 배우, 영화배우이다.
멤피스에서 태어났으며 로스앤젤레스에서 사망하였다. 사인은 심근 경색이다.

## 영화
- 쉬즈 드레스트 투 킬 (1979년)
- 엑소시스트 2 (1977년) - 파로 부인 역
- 사랑의 화원 (1976년)
- 올 인 더 패밀리 (1968년) - 클레어 파커 역